# Azory (Kutno)
Azory – część miasta Kutna położona na prawym brzegu rzeki Ochni, wysunięta najdalej na zachód ze wszystkich części miasta. Na Azorach mieszczą się przede wszystkim obszary kolejowe (zob. przystanek Azory), a także dawna szkoła kolejowa, obecnie Zespół Szkół Zawodowych nr 4 im. Z. Balickiego w Kutnie-Azorach.